# Chaz Davies
Chaz Davies (* 10. Februar 1987 in Knighton, Wales) ist ein britischer Motorradrennfahrer.

## Karriere

### Anfangsjahre
Chaz Davies begann seine Rennkarriere 1995 in der britischen Minimoto-Meisterschaft. Im Jahr 2001 nahm er an der britischen 125-cm³-Meisterschaft teil und belegte am Ende der Saison den 7. Rang.

### Motorrad-Weltmeisterschaft
Zur Saison 2002 stieg Davies in die 125-cm³-Klasse der Motorrad-Weltmeisterschaft auf. Am Ende seiner ersten Saison belegte er den 29. Rang. Bereits ein Jahr später stieg er um eine weitere Klasse auf und trat ab 2003 auf Aprilia in der 250-cm³-Klasse an. Von 2003 bis 2005 trat Davies für das Team Aprilia Germany von Dieter Stappert an, 2006 fuhr er für das italienische Team TicinoHosting Campetella Racing. Sein bestes Ergebnis war der 13. Rang am Ende der Saison 2004.

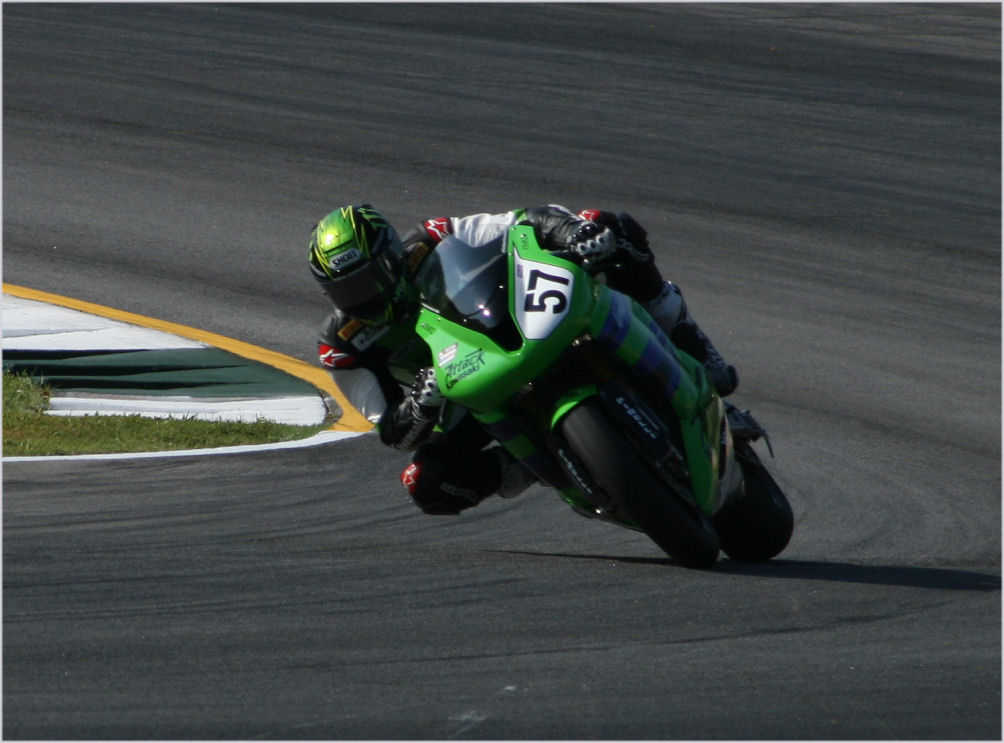
Chaz Davies auf Kawasaki (2008)

### US-amerikanische Meisterschaft

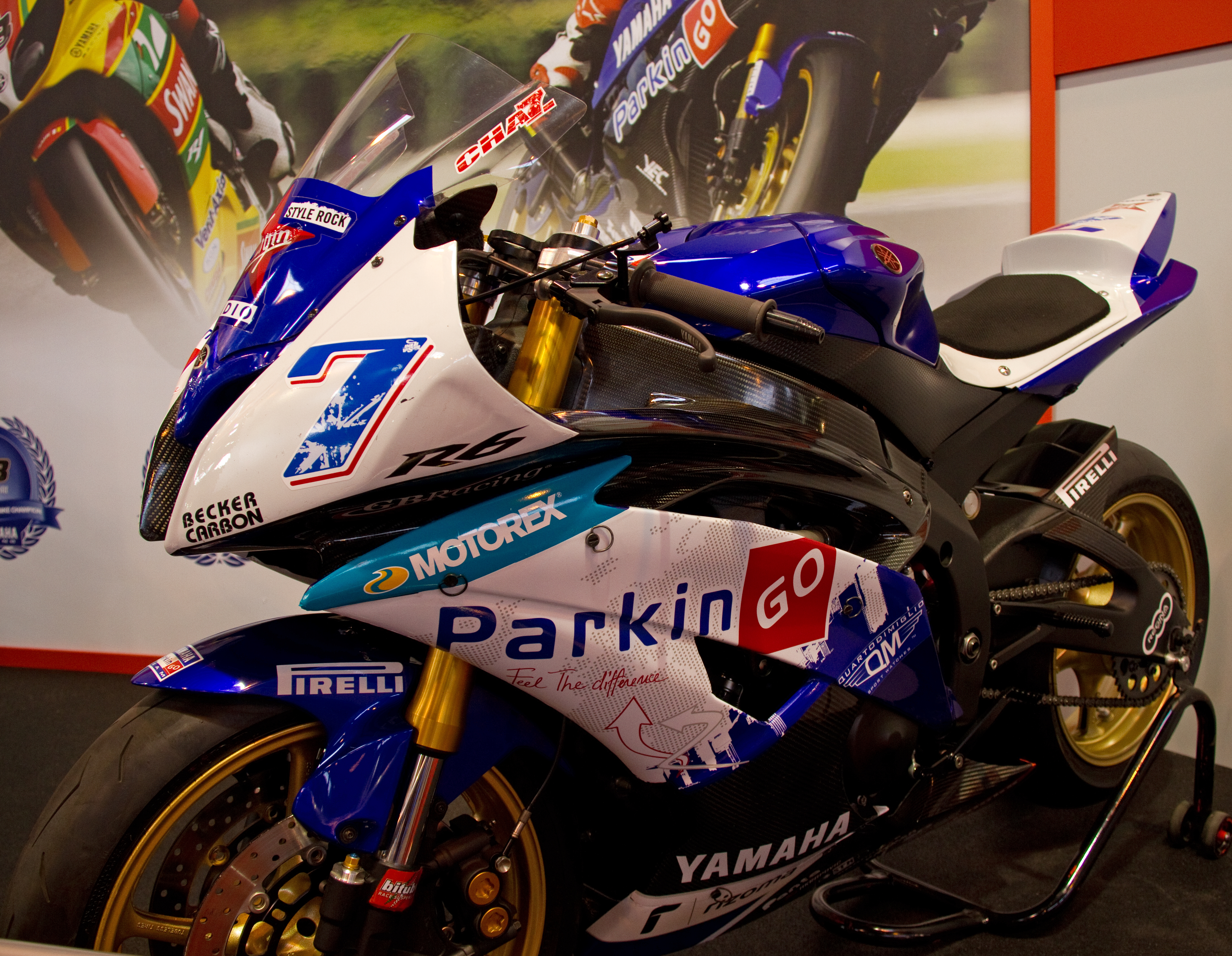
Chaz Davies’ Weltmeistermaschine aus der Saison 2011

2007 folgte der Wechsel in die US-amerikanische Meisterschaft. Davies trat in diesem Jahr sowohl in der Supersport-Klasse (13. Gesamtrang) als auch in der Stock Extreme (6. Gesamtrang) an. 2008 trat er erneut in beiden Klassen an. Diesmal belegte er den 6. Gesamtrang in der Supersport-Klasse und den 5. Gesamtrang in der Stock-Extreme. Außerdem konnte Davies in diesem Jahr als erster Brite das Daytona 200 gewinnen. Allerdings erst, nachdem Josh Hayes, wegen einer illegalen Kurbelwelle disqualifiziert wurde. 2009 war seine letzte Saison in den Vereinigten Staaten. Er erreichte auf einer Aprilia RSV 1000 R den 9. Gesamtrang in der neu geschaffenen AMA Pro Daytona Sportbike Championship.

### Supersport-Weltmeisterschaft
Zu ersten Einsätzen in der Supersport-Weltmeisterschaft kam Chaz Davies 2009. Er nahm auf einer Triumph Daytona 675 an den letzten drei Rennen teil und belegte am Ende der Saison den 20. Rang. 2010, abermals auf einer Triumph Daytona 675, konnte er mit vier dritten Plätzen die Saison auf dem vierten Gesamtrang beenden. 2011 wechselte sein Team von Triumph zu Yamaha und verpflichtete den Italiener Luca Scassa als Davies’ neuen Teamkollegen. Mit sechs Siegen, einem zweiten und einem dritten Platz aus zwölf Rennen wurde Chaz Davies mit 50 Zählern Vorsprung auf den spanischen Kawasaki-Piloten David Salom Weltmeister.

### Superbike-Weltmeisterschaft
Nach diesem Erfolg wechselte Chaz Davies ab der Saison 2012 in die Superbike-Weltmeisterschaft. Seinem Team ParkinGO blieb er allerdings treu. Auf einer Aprilia RSV4 Factory konnte er bereits in seiner ersten Saison einen Sieg und drei dritte Plätze feiern. Am Ende belegte er den 9. Gesamtrang. 2013 wechselte Davies in das BMW-Werksteam. Sein Einsatzmotorrad war nun eine BMW S 1000 RR. Mit drei Siegen und drei weiteren Podestplatzierungen wurde er am Ende der Saison fünfter der Gesamtwertung. Seit 2014 fährt Chaz Davies im Ducati-Werksteam eine Ducati Panigale R. 2015 wurde er mit fünf Siegen und 13 weiteren Podestplatzierungen Vizeweltmeister. 2016 konnte er die letzten sechs Rennen in Folge gewinnen. Insgesamt errang er in dieser Saison elf Siege. Dennoch reichte es am Ende nur für den dritten Gesamtrang.

## Statistik

### Erfolge
- 2011 – Supersport-Weltmeister auf Yamaha

### In der Motorrad-Weltmeisterschaft
| Saison | Klasse  | Team                            | Motorrad               | Rennen | Siege | Zweiter | Dritter | Poles | Schn. Runden | Punkte | Ergebnis |
| ------ | ------- | ------------------------------- | ---------------------- | ------ | ----- | ------- | ------- | ----- | ------------ | ------ | -------- |
| 2002   | 125 cm³ | CWF – Matteoni Racing           | Aprilia                | 15     | –     | –       | –       | –     | –            | 5      | 29.      |
| 2003   | 250 cm³ | Aprilia Germany                 | Aprilia                | 16     | –     | –       | –       | –     | –            | 33     | 14.      |
| 2004   | 250 cm³ | Aprilia Germany                 | Aprilia                | 16     | –     | –       | –       | –     | –            | 51     | 13.      |
| 2005   | 250 cm³ | Aprilia Germany                 | Aprilia                | 16     | –     | –       | –       | –     | –            | 32     | 16.      |
| 2006   | 250 cm³ | TicinoHosting Campetella Racing | Aprilia                | 7      | –     | –       | –       | –     | –            | 3      | 32.      |
| 2007   | MotoGP  | Pramac d’Antin                  | Ducati Desmosedici GP7 | 3      | –     | –       | –       | –     | –            | –      | –        |
| Gesamt | Gesamt  | Gesamt                          | Gesamt                 | 73     | 0     | 0       | 0       | 0     | 0            | 124    |          |

### In der Supersport-Weltmeisterschaft
| Saison | Team                 | Motorrad            | Rennen | Siege | Zweiter | Dritter | Poles | Schn. Runden | Punkte | Ergebnis    |
| ------ | -------------------- | ------------------- | ------ | ----- | ------- | ------- | ----- | ------------ | ------ | ----------- |
| 2009   | ParkinGO Triumph BE1 | Triumph Daytona 675 | 3      | –     | –       | –       | –     | –            | 22     | 20.         |
| 2010   | ParkinGO Triumph BE1 | Triumph Daytona 675 | 13     | –     | –       | 4       | –     | –            | 153    | 4.          |
| 2011   | Yamaha ParkinGO Team | Yamaha YZF-R6       | 12     | 6     | 1       | 1       | 1     | 1            | 206    | Weltmeister |
| Gesamt | Gesamt               | Gesamt              | 28     | 6     | 1       | 5       | 1     | 1            | 381    | 1 WM-Titel  |

### In der Superbike-Weltmeisterschaft
(Stand: Saisonende 2021)
| Saison | Team                                  | Motorrad             | Rennen | Siege | Zweiter | Dritter | Poles | Schn. Runden | Punkte | Ergebnis |
| ------ | ------------------------------------- | -------------------- | ------ | ----- | ------- | ------- | ----- | ------------ | ------ | -------- |
| 2012   | ParkinGO MTC Racing                   | Aprilia RSV4 Factory | 25     | 1     | –       | 3       | –     | –            | 164,5  | 9.       |
| 2013   | BMW Motorrad GoldBet SBK              | BMW S 1000 RR        | 27     | 3     | 2       | 1       | –     | 3            | 290    | 5.       |
| 2014   | Ducati Superbike Team                 | Ducati Panigale R    | 23     | –     | 2       | 2       | –     | 3            | 215    | 6.       |
| 2015   | Aruba.it Racing-Ducati Superbike Team | Ducati Panigale R    | 26     | 5     | 7       | 6       | 1     | 5            | 416    | 2.       |
| 2016   | Aruba.it Racing – Ducati              | Ducati Panigale R    | 26     | 11    | 2       | 4       | 2     | 10           | 445    | 3.       |
| 2017   | Aruba.it Racing – Ducati              | Ducati Panigale R    | 25     | 7     | 7       | 4       | 2     | 5            | 403    | 2.       |
| 2018   | Aruba.it Racing – Ducati              | Ducati Panigale R    | 25     | 2     | 6       | 4       | 1     | 3            | 356    | 2.       |
| 2019   | Aruba.it Racing – Ducati              | Ducati Panigale R    | 36     | 1     | 7       | 2       | 1     | 4            | 294    | 6.       |
| 2020   | Aruba.it Racing – Ducati              | Ducati Panigale R    | 24     | 2     | 4       | 3       | –     | 3            | 273    | 3.       |
| 2021   | Go Eleven Ducati                      | Ducati Panigale R    | 31     | –     | 1       | –       | –     | 1            | 143    | 12.      |
| Gesamt | Gesamt                                | Gesamt               | 262    | 32    | 38      | 29      | 7     | 37           | 2999,5 |          |

## Verweise